# 聖老楞佐主教座堂 (維泰博)

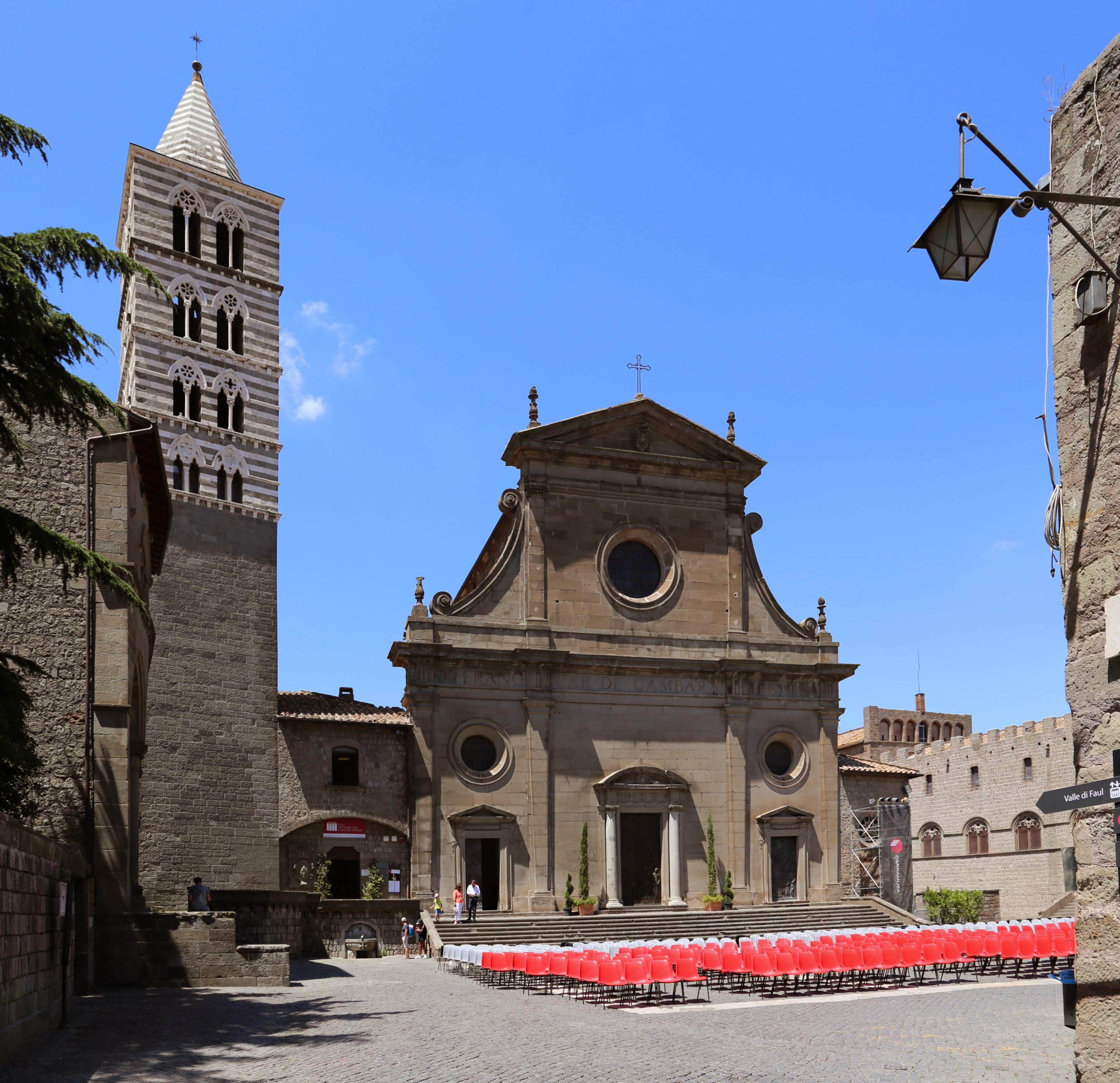
立面

聖老楞佐主教座堂（義大利語：Cattedrale di San Lorenzo）是天主教维泰博教区的主教座堂，位于意大利中部拉齐奥大区维泰博，供奉 圣老楞佐。
该堂是一座12世纪的罗曼式建筑，位于山上，俯瞰山下的城市。
在13世纪中后期，教宗曾居住在毗邻的維泰博教宗宮；歷山四世和若望二十一世两位教宗安葬于主教座堂内。
16世纪重建。